# Джейк Лойд
Джейк Матю Лойд (на английски: Jake Matthew Lloyd) (роден на 5 март 1989 г.) е американски актьор. Най-известен е с ролята си на Анакин Скайуокър в „Междузвездни войни: Епизод I - Невидима заплаха“.

## Филмография

### Филми
- „Освободи звездите“ (1996)
- „Коледата невъзможна“ (1996)
- „Аполо 11“ (1996)
- „Междузвездни войни: Епизод I - Невидима заплаха“ (1999)
- „Мадисън“ (2005)

### Сериали
- „Спешно отделение“ (1996)
- „Хамелеонът“ (1996 – 1999)